# Rhodostrophia rosans
Rhodostrophia rosans är en fjärilsart som beskrevs av Louis Beethoven Prout 1935. Rhodostrophia rosans ingår i släktet Rhodostrophia och familjen mätare. Inga underarter finns listade.